# Curling la Jocurile Olimpice de iarnă din 2010
Competiția de curling din cadrul Jocurilor Olimpice de iarnă din 2010 a avut loc în Hillcrest Park din Vancouver. A fost a cincea oară când curlingul s-a aflat în programul jocurilor. Competiția a avut același format ca și la Torino, în 2006, cu 10 echipe ce au jucat fiecare cu fiecare, iar primele 4 s-au calificat mai departe în semifinale.

## Echipe calificate

### Masculin
| Canada | China | Danemarca | Franța | Germania |
| --- | --- | --- | --- | --- |
| Saville Sports Centre, Edmonton Skip: Kevin Martin Al treilea: John Morris Secund: Marc Kennedy Primul: Ben Hebert Alternativ: Adam Enright | Harbin CC, Harbin Skip: Wang Fengchun* Al patrulea: Liu Rui Secund: Xu Xiaoming Primul: Li Hongchen Alternativ: Zang Jialang             | Hvidovre CC, Hvidovre Skip: Ulrik Schmidt* Al patrulea: Johnny Frederiksen Secund: Bo Jensen Primul: Lars Vilandt Alternativ: Mikkel Poulson | Chamonix CC, Chamonix Skip: Thomas Dufour Al treilea: Tony Angiboust Secund: Jan Ducroz Primul: Richard Ducroz Alternativ: Raphael Mathieu | CC Füssen, Füssen Skip: Andy Kapp Al treilea: Andreas Lang Secund: Holger Höhne Primul: Andreas Kempf Alternativ: Uli Kapp |
| Regatul Unit | Norvegia | Suedia | Elveția | Statele Unite ale Americii                                                                                                 |
| Lockerbie CC, Lockerbie Skip: David Murdoch Third: Ewan MacDonald Second: Peter Smith Lead: Euan Byers Alternate: Graeme Connal             | Snarøen CK, Bærum Skip: Thomas Ulsrud Third: Torger Nergård Second: Christoffer Svae Lead: Håvard Vad Petersson Alternate: Thomas Løvold | Karlstads CK, Karlstad Skip: Niklas Edin Third: Sebastian Kraupp Second: Fredrik Lindberg Lead: Viktor Kjäll Alternate: Oskar Eriksson       | CC St. Galler Bär, St. Gallen Skip: Ralph Stöckli Third: Jan Hauser Second: Markus Eggler Lead: Simon Strübin Alternate: Toni Müller       | Duluth CC, Duluth Skip: John Shuster Third: Jason Smith Second: Jeff Isaacson Lead: John Benton Alternate: Chris Plys      |

* = lansează pietrele cu numărul trei

### Feminin
| Canada | China | Danemarca | Germania | Regatul Unit |
| --- | --- | --- | --- | --- |
| Calgary Winter Club, Calgary Skip: Cheryl Bernard Third: Susan O'Connor Second: Carolyn Darbyshire Lead: Cori Bartel Alternate: Kristie Moore | Harbin CC, Harbin Skip: Wang Bingyu Third: Liu Yin Second: Yue Qingshuang Lead: Zhou Yan Alternate: Liu Jinli                                 | Tårnby CC, Tårnby Skip: Angelina Jensen* Fourth: Madeleine Dupont Third: Denise Dupont Lead: Camilla Jensen Alternate: Ane Hansen  | SC Riessersee, Garmisch-Partenkirchen Skip: Andrea Schöpp Third: Monika Wagner Second: Melanie Robillard Lead: Stella Heiß Alternate: Tina Tichatschke | British Olympic Committee Skip: Eve Muirhead Third: Jackie Lockhart Second: Kelly Wood Lead: Lorna Vevers Alternate: Karen Addison              |
| Japonia | Rusia | Suedia | Elveția | Statele Unite ale Americii |
| Aomori CC, Aomori Skip: Moe Meguro Third: Mari Motohashi Second: Mayo Yamaura Lead: Kotomi Ishizaki Alternate: Anna Ohmiya                    | Moskvitch CC, Moscova Skip: Ludmila Privivkova Third: Olga Jarkova Second: Nkeiruka Ezekh Lead: Ekaterina Galkina Alternate: Margarita Fomina | Härnösands CK, Härnösand Skip: Anette Norberg Third: Eva Lund Second: Cathrine Lindahl Lead: Anna Svärd Alternate: Kajsa Bergström | Davos CC, Davos Skip: Mirjam Ott Third: Carmen Schäfer Second: Valeria Spälty Lead: Janine Greiner Alternate: Carmen Küng                              | Madison CC, Madison Skip: Debbie McCormick Third: Allison Pottinger Second: Nicole Joraanstad Lead: Natalie Nicholson Alternate: Tracy Sachtjen |

* = lansează pietrele cu numărul doi

## Calificări
Performanțele de la Campionatele Mondiale de Curling din 2007, 2008 și 2009 vor decide ce țări se vor califica la Jocurile Olimpice din 2010. Punctele sunt distribuite în următorul mod, cu cele mai bune 9 echipe (excluzând Canada) calificându-se pentru Olimpiadă.
| Poziția la CM | Numărul de puncte |
| ------------- | ----------------- |
| 1             | 14                |
| 2             | 12                |
| 3             | 10                |
| 4             | 9                 |
| 5             | 8                 |
| 6             | 7                 |
| 7             | 6                 |
| 8             | 5                 |
| 9             | 4                 |
| 10            | 3                 |
| 11            | 2                 |
| 12            | 1                 |

Dacă două sau mai multe echipe termină pe același loc, punctele se împart (exemplu: dacă 2 echipe termină pe locul 10, primesc 1,5 puncte). Canada, ca țara gazdă, este calificată automat. Punctele Scoției se vor acorda Regatului Unit, deoarece Scoția nu participă la Olimpiadă.

### Locurile de desfășurare ale Campionatelor Mondiale din 2007–2009
| Gen      | 2007           | 2008              | 2009            |
| -------- | -------------- | ----------------- | --------------- |
| Feminin  | Aomori (JPN)   | Vernon (CAN)      | Gangneung (KOR) |
| Masculin | Edmonton (CAN) | Grand Forks (USA) | Moncton (CAN)   |

### Clasamentul la masculin
| Echipă calificată sigur |

| Loc | Țară                       | 2007 | 2008 | 2009 | Total |
| --- | -------------------------- | ---- | ---- | ---- | ----- |
| 1   | Canada                     | 14   | 14   | 12   | 40    |
| 2   | Regatul Unit*              | 3,5  | 12   | 14   | 29,5  |
| 3   | Germania                   | 12   | 5    | 7    | 24    |
| 3   | Statele Unite ale Americii | 10   | 6    | 8    | 24    |
| 5   | Norvegia                   | 3,5  | 10   | 10   | 23,5  |
| 6   | Elveția                    | 9    | 2    | 9    | 20    |
| 7   | Franța                     | 6,5  | 8    | 5    | 19,5  |
| 8   | Danemarca                  | 3,5  | 4    | 6    | 13,5  |
| 9   | China                      | —    | 9    | 4    | 13    |
| 10  | Suedia                     | 8    | 3    | —    | 11    |
| 11  | Australia                  | 3,5  | 7    | —    | 10,5  |
| 12  | Finlanda                   | 6,5  | —    | 1    | 7,5   |
| 13  | Cehia                      | —    | 1    | 2    | 3     |
| 14  | Japonia                    | —    | —    | 3    | 3     |
| 15  | Coreea de Sud              | 1    | —    | —    | 1     |

* = Scoția, Anglia și Țara Galilor concurează toate separat în Curlingul internațional. Printr-un acord între federațiile de Curling din acele țări, doar Scoția poate aduna puncte de calificare pentru Regatul Unit.

### Clasamentul la feminin
| Echipă calificată sigur |

| Loc | Țară                       | 2007 | 2008 | 2009 | Total |
| --- | -------------------------- | ---- | ---- | ---- | ----- |
| 1   | Canada                     | 14   | 14   | 9    | 37    |
| 2   | China                      | 6    | 12   | 14   | 32    |
| 3   | Danemarca                  | 12   | 8    | 10   | 30    |
| 4   | Suedia                     | 7,5  | 7    | 12   | 26,5  |
| 5   | Elveția                    | 7,5  | 10   | 8    | 25,5  |
| 6   | Statele Unite ale Americii | 9    | 6    | 4    | 19    |
| 7   | Regatul Unit*              | 10   | 3    | 5    | 18    |
| 8   | Rusia                      | 4    | 5    | 6    | 15    |
| 8   | Germania                   | 4    | 4    | 7    | 15    |
| 10  | Japonia                    | 4    | 9    | —    | 13    |
| 11  | Italia                     | 1,5  | 2    | 1    | 4,5   |
| 12  | Coreea de Sud              | —    | —    | 3    | 3     |
| 13  | Cehia                      | 1,5  | 1    | —    | 2,5   |
| 14  | Norvegia                   | —    | —    | 2    | 2     |

* = Scoția, Anglia și Țara Galilor concurează toate separat în Curlingul internațional. Printr-un acord între federațiile de Curling din acele țări, doar Scoția poate aduna puncte de calificare pentru Regatul Unit.